# Eye in the Sky (песня)
«Eye in the Sky» ― песня британской рок-группы The Alan Parsons Project, выпущенная в качестве сингла с одноимённого студийного альбома в мае 1982 года.

## Участники записи
- Алан Парсонс ― Fairlight CMI, продюсирование, инжиниринг
- Эрик Вулфсон ― электрическое фортепиано, вокал, продюсирование
- Ян Бернсон ― акустическая и электрическая гитары
- Дэвид Патон ― бас-гитара
- Стюарт Эллиотт ― ударные
- Крис Рэинбоу ― бэк-вокал

## Сертификации
| Регион | Сертификация | Продажи |
| --- | ------------ | ------- |
| Канада (Music Canada) | Золотой      | 50 000^ |
| Италия (FIMI) | Золотой      | 25 000  |
| Испания (PROMUSICAE) | Золотой      | 25 000^ |
| США (RIAA) | Золотой      | 500 000 |
| ^ Данные о тиражах приведены только на основе сертификации. · Данные о продажах + прослушиваниях приведены только на основе сертификации. |              |         |